# Metro w Quito

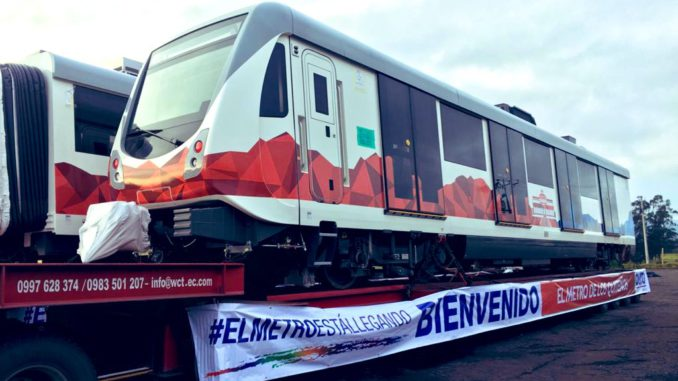
Przyjazd pociągów obsługujących system

Metro w Quito (hiszp. Metro de Quito) – system kolei miejskiej zlokalizowany w stolicy Ekwadoru – Quito. Składa się z jednej linii o długości 22 kilometrów i 15 stacji. Obsługiwany jest przez pociągi produkcji CAF.

## Historia
Budowa pierwszych dwóch stacji została rozpoczęta w 2013 roku. W 2016 roku zaczęto budowę pozostałych 13 stacji oraz tunelu.
Rozpoczęcie operacji zostało zaplanowane na sierpień 2020 roku, ale z powodu licznych opóźnień przewozy pasażerskie rozpoczęły się 2 maja 2023 r. Z powodu problemów technicznych operacje zostały zawieszone 11 maja 2023 r. System został ponownie otwarty 1 grudnia 2023 roku.